# Elady
Elady, właśc. Eladio Zorrilla Jiménez (ur. 13 lipca 1990 w La Puerta de Segura) – hiszpański piłkarz występujący na pozycji pomocnika w klubie FC Cartagena.

## Kariera klubowa
Grę w piłkę nożną rozpoczął w amatorskim klubie Orcera CF. W 2006 roku włączono go do składu pierwszej drużyny występującej w Primera Provincial Andaluza (VI liga). W latach 2008–2012 grał w piątoligowych zespołach CD La Puerta oraz Villacarrillo CF.
W sezonie 2012/13 występował w Realu Jaén, z którym wywalczył awans do Segunda División. Po uzyskaniu promocji odszedł z klubu i powrócił do Villacarrillo CF. Przed sezonem 2014/15 podpisał kontrakt z La Hoya Lorca CF. Z powodu kontuzji mięśnia czworogłowego uda po dwóch miesiącach odszedł z zespołu bez rozegrania oficjalnego meczu i ponownie powrócił do Villacarrillo CF. Od jesieni 2014 roku występował w klubach Tercera División i Segunda División B, kolejno: Écija Balompié, Linares Deportivo (awans do Segunda División B w 2015), Atlético Mancha Real (awans do Segunda División B w 2016), oraz Realu Murcia, z którym dwukrotnie dotarł do fazy play-off o awans do Segunda División.
W lipcu 2018 roku Elady podpisał dwuletnią umowę z Cracovią, prowadzoną przez Michała Probierza. 29 lipca zadebiutował w Ekstraklasie w przegranym 0:2 spotkaniu z Lechem Poznań. Oprócz tego wystąpił jeszcze w meczu przeciwko Arce Gdynia (0:0). W sierpniu poprosił o rozwiązanie kontraktu z powodów rodzinnych i powrócił do Hiszpanii, gdzie został piłkarzem FC Cartagena.